# Harald Öhquist
Harald Öhquist, finski general, * 1. marec 1891, † 10. februar 1971.